# David Leitch
David Leitch (født 16. november 1975) er en amerikansk filmskaber, skuespiller, stuntkunstner og stuntkoordinator, Han fik sin debut som filminstruktør på actionfilmen John Wick fra 2014.Herudover har han instrueret film som Bullet Train med Brat Pitt i hovedrollen og Atomic Blonde med Charlize Theron i rollen som M16 agenten Lorraine Broughton.

## Filmografi

### Film
| 2014 | John Wick                             | Uncredited | Ja  | Co-directed with Chad Stahelski |
| 2017 | Atomic Blonde                         | Ja         | Nej |                                 |
| 2018 | Deadpool 2                            | Ja         | Nej |                                 |
| 2019 | Fast & Furious Presents: Hobbs & Shaw | Ja         | Nej |                                 |
| 2021 | Nobody                                | Nej        | Ja  |                                 |
| 2022 | Bullet Train                          | Ja         | Ja  |                                 |
| 2022 | Violent Night                         | Nej        | Ja  |                                 |
| 2024 | The Fall Guy                          | Ja         | Ja  | Post-production                 |

Manuskriptforfatter
- Confessions of an Action Star (2005)

Executive producer
- John Wick: Chapter 2 (2017)
- John Wick 3: Parabellum (2019)
- Kate (2021)
- John Wick: Chapter 4 (2023)

Kortfilm
| År   | Titel                  | Noter                                      |
| ---- | ---------------------- | ------------------------------------------ |
| 2017 | Deadpool: No Good Deed |                                            |
| 2019 | Snowbrawl              | Shot on iPhone 11, sponsored by Apple Inc. |

| Stuntarbejde - Perfect Target (1997) - Orgazmo (1997) - Almost Heroes (1998) - BASEketball (1998) - Blade (1998) - Out in Fifty (1999) - Fight Club (1999) - The Right Hook (2000) - Big Momma's House (2000) - Yup Yup Man (2000) - Bad Seed (2000) - Men of Honor (2000) - The Substitute: Failure Is Not an Option (2001) - The Score (2001) - The Mexican (2001) - Replicant (2001) - Ocean's Eleven (2001) - Spy Game (2001) - One Night at McCool's (2001) - Ghost of Mars (2001) - Corky Romano (2001) - The Order (2001) - Serving Sara (2002) - Daredevil (2003) - In Hell (2003) - Seabiscuit (2003) - S.W.A.T. (2003) - The Matrix Reloaded (2003) - The Matrix Revolutions (2003) - Stuck on You (2003) - Troy (2004) - In Enemy Hands (2004) - Van Helsing (2004) - Constantine (2005) - XXX: State of the Union (2005) - Mr. and Mrs. Smith (2005) - The Dukes of Hazzard (2005) - Serenity (2005) - V for Vendetta (2005) - Underworld: Evolution (2006) - When a Stranger Calls (2006) - Beerfest (2006) - 300 (2006) - Next (2007) - The Bourne Ultimatum (2007) - The Invasion (2007) - I Am Legend (2007) - The Gene Generation (2007) - Mama's Boy (2007) - Jumper (2008) - Speed Racer (2008) - The Midnight Meat Train (2008) - Bangkok Dangerous (2008) - Angels & Demons (2009) - X-Men Origins: Wolverine (2009) - The Hangover (2009) - Tron: Legacy (2010) - The Mechanic (2011) - Conan the Barbarian (2011) - In Time (2011) - Movie 43: "Happy Birthday" segment (2013) - Jupiter Ascending (2015) | 2nd unit director - In Hell (2003) - The Midnight Meat Train (2008) - Ninja Assassin (2009) - The King of Fighters (2010) - The Mechanic (2011) - Conan the Barbarian (2011) - In Time (2011) - Hansel & Gretel: Witch Hunters (2013) - Parker (2013) - Anchorman 2: The Legend Continues (2013) - The Wolverine (2013) - Escape Plan (2013) - Teenage Mutant Ninja Turtles (2014) - Hitman: Agent 47 (2015) - Jurassic World (2015) - Captain America: Civil War (2016) - Teenage Mutant Ninja Turtles: Out of the Shadows (2016) |  |

#### Skuespilskredit
| År   | Titel                         | Rolle                                        | Noter |
| ---- | ----------------------------- | -------------------------------------------- | --- |
| 2001 | The Order                     | Det. Mike Moran                              | |
| 2002 | Nine Lives                    | Paul                                         | |
| 2003 | In Hell                       | Paul                                         | |
| 2005 | V for Vendetta                | Convenience Store V                          | |
| 2005 | Confessions of an Action Star | Frank Sledge                                 | |
| 2005 | The Dukes of Hazzard          | Puncher                                      | |
| 2007 | Fetch                         | John "Fetch" Fetcher                         | Short film |
| 2009 | Ninja Assassin                | Europol Door Guard                           | |
| 2010 | The King of Fighters          | Terry Bogard                                 | |
| 2011 | The Mechanic                  | Sebastian                                    | |
| 2012 | The Bourne Legacy             | The Driver                                   | |
| 2013 | Escape Plan                   | Ship Captain                                 | |
| 2018 | Deadpool 2                    | Cain Marko / Juggernaut Ground Church Mutant | Leitch provided motion-capture performance on-set, while Ryan Reynolds provided facial motion-capture and voice performances |
| 2019 | Hobbs & Shaw                  | Helicopter Pilot                             | |
| 2022 | Bullet Train                  | Jeff Zufelt                                  | |

### Tv

#### Stunt
| År        | Titel                    | Noter                    |
| --------- | ------------------------ | ------------------------ |
| 1995      | Sherman Oaks             | Season 1                 |
| 1996      | 7th Heaven               |                          |
| 1997-2001 | Buffy the Vampire Slayer | 18 episodes              |
| 1998      | CHiPs '99                | TV movie                 |
| 1999      | The Practice             | Episode: "Day in Court"  |
| 1999      | The Strip                |                          |
| 2000      | The President's Man      | TV movie                 |
| 2001      | The Pretender 2001       | TV movie                 |
| 2001      | Scrubs                   |                          |
| 2006      | 2006 MTV Movie Awards    | TV special; Stunt double |
| 2006      | General Hospital         | Episode 10967            |

#### Skuespilskredit
| År   | Titel                           | Rolle        | Noter                                                                   |
| ---- | ------------------------------- | ------------ | ----------------------------------------------------------------------- |
| 1998 | Martial Law                     | David Hasbro | Episodes "Diamond Fever", "Dead Ringers", "Funny Money" and "Trackdown" |
| 2000 | Power Rangers Lightspeed Rescue | Brian        | Episode "Up to the Challenge"                                           |
| 2001 | Walker Texas Ranger             | Floyd Jessop | Episode "Medieval Crimes"                                               |
| 2003 | L.A. County 187                 | Earnest Cop  | TV movie                                                                |
| 2004 | Charmed                         | Innocent     | Episode "There's Something About Leo"                                   |
| 2019 | Songland                        | Himself      | Episode "Aloe Blacc"                                                    |